# Мич Пилеџи
Мич Пилеџи (енгл. Mitch Pileggi; Портланд, 5. април 1952) је амерички глумац.
Рођен у Орегону, Пилеџи је почео своју каријеру са малим улогама у ситним филмовима, и гостујућим ролама у серијама као што су Далас, Вокер, тексашки ренџер и China Beach. Познат је по улози серијског убице Хораса Пинкера у хорор филму Шокер (1989) редитеља Веса Крејвена.
Пошто је био гостујући глумац у епизоди првој сезони серије Досије икс као помоћник директора Волтер Скинер 1994. године, Пилеџи је замољен да се врати на неколико епизода у другој сезони. Лик је временом постао најбитнији поред две главне улоге, и остао је у серији до њеног краја 2002. године.
Пилеџијев скорашњи рад је укључивао улогу у краткотрајној ТВ серији Тарзан, и у серији Планина са Барбаром Херши и Оливером Хадсоном. Тренутно има епизодну улогу гостујући глумац у другој и трећој сезони серије Старгејт Атлантис као поручник Стивен Калдвел, а појавио се и у шестој сезони серије Место злочина (CSI: Crime Scene Investigation).
Пилеџи је такође и давао свој глас, на пример играјући гицераја Дак'кона у видео-игри Planescape: Torment. Још једна улога где позајмљује свој глас је као Комисионар Џејмс Гордон у новој анимираној серији америчког Kids WB! канала, Бетмен.